# Jack Rodwell
Jack Christian Rodwell (Southport, 1991. március 11. –) angol válogatott labdarúgó, a Western Sydney játékosa.

## Pályafutása

### Everton
Rodwell gyerekként csatlakozott az Evertonhoz, az U18-as csapatban már 14 évesen bemutatkozhatott, 15 évesen pedig már a tartalék csapatnak is tagja volt. A felnőttek között 16 évesen és 284 naposan, a holland AZ ellen debütált, ezzel ő lett a liverpooliak legfiatalabb játékosa az európai porondon. 2008 márciusában kapott először lehetőséget a Premier League-ben, ugyanekkor kapta meg első profi szerződését is.
2008. augusztus 16-án, a Blackburn Rovers ellen volt először kezdő az első csapatban. Végig a pályán maradt. 2009 februárjában, egy Aston Villa elleni FA Kupa-meccsen megszerezte első gólját. Nem sokkal később egy új, öt évr szóló szerződést kapott az Evertontól.
Az Európa-liga 2009/10-es kiírásában két távoli gólt szerzett a Sigma Olomouc ellen, ezzel 4-0-s sikerhez segítve csapatát. Bár eredeti posztja védekező középpályás, sokak szerint minden esélye megvan rá, hogy világklasszis védővé váljon.

## Válogatott
Rodwell tagja volt az U16-os, U17-es és U19-es angol válogatottnak is. 2009 márciusa óta az U21-es csapat tagja, Franciaország ellen debütált. 2009. június 8-án, Azerbajdzsán ellen megszerezte első gólját. Részt vett a 2009-es U21-es Eb-n is, ahol jó teljesítményt nyújtott.

## Sikerei, díjai

### Everton
- Az FA Kupa ezüstérmese: 2009

### Manchester City
- Angol bajnok: 2013–14
- Angol ligakupa: 2013–14

### Anglia U21
- A 2009-es U21-es Eb ezüstérmese: 2009

## Fordítás
- Ez a szócikk részben vagy egészben  a   Jack Rodwell című angol Wikipédia-szócikk fordításán alapul.  Az eredeti cikk szerkesztőit annak laptörténete sorolja fel. Ez a jelzés csupán a megfogalmazás eredetét és a szerzői jogokat jelzi, nem szolgál a cikkben szereplő információk forrásmegjelöléseként.